# مسكيتي

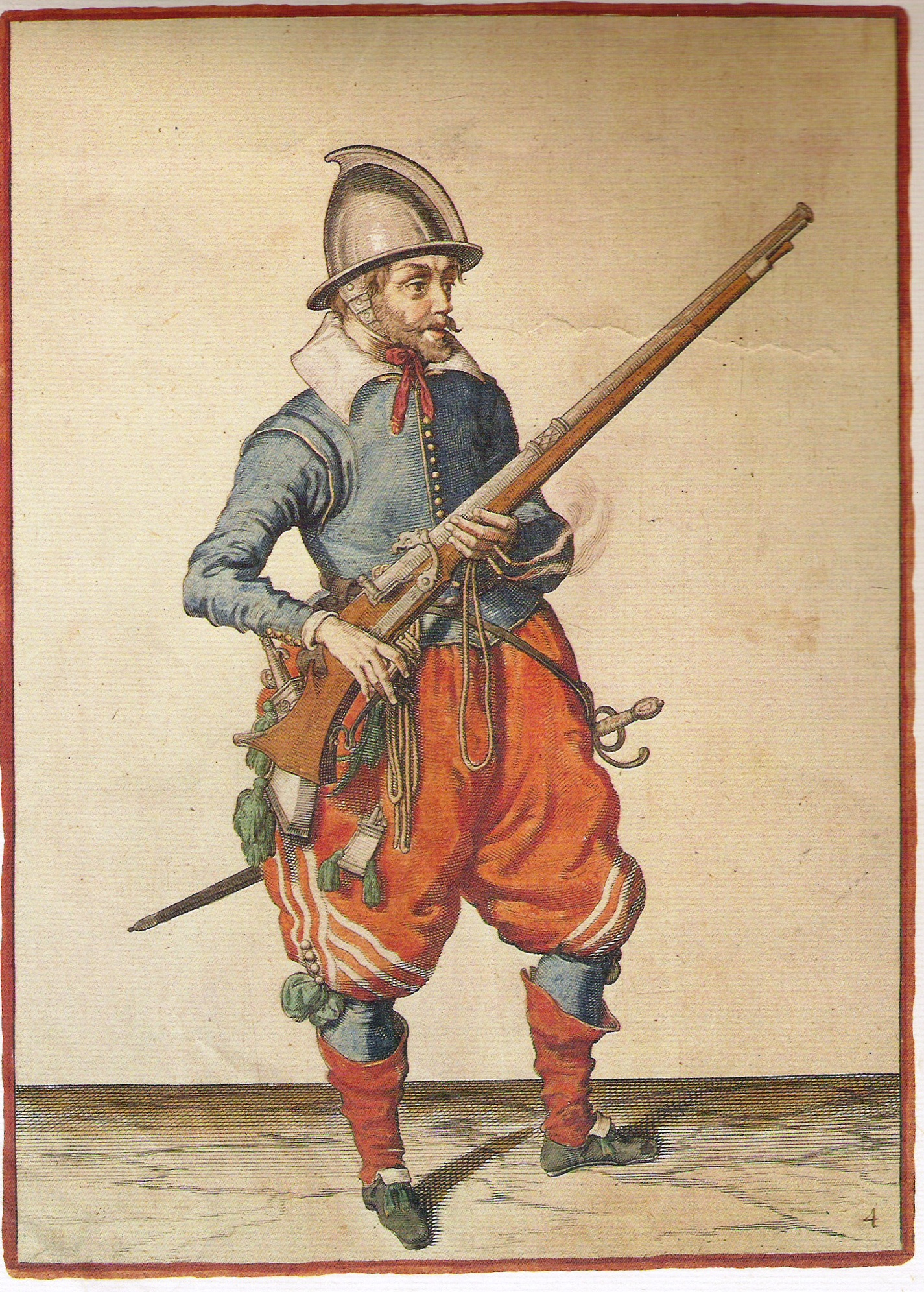
مسكيتي هولندي، لوحة رسمها جاكوب فان غين عام 1608

المُسْكِيتِيّ (بالفرنسية: Mousquetaire)‏ نوع من الجنود مجهزين بالمسكيت. كان المسكيتيين جزءًا مهمًا من الجيوش الحديثة المبكرة، خاصة في أوروبا، حيث كانوا يشكلون عادةً غالبية مشاتهم. تم استبدال المسكات ببنادق في معظم الجيوش الغربية خلال منتصف خمسينيات القرن التاسع عشر.